# Gabriel Sargsyan
Gabriel Sargsyan (in armeno Գաբրիել Էդուարդի Սարգսյան?; Erevan, 3 settembre 1983) è uno scacchista armeno, Grande maestro.
Vinse il campionato del mondo Under-14 nel 1996, il campionato del mondo Under-16 nel 1998 e il campionato armeno nel 2000 e nel 2003.
Partecipò con la squadra armena a cinque olimpiadi degli scacchi dal 2000 al 2008, vincendo quattro medaglie d'oro: due individuali a Dresda 2008 (una per il miglior risultato in terza scacchiera e una per la miglior prestazione Elo) e due di squadra, alle olimpiadi di Torino 2006 e a Dresda.
Tra i risultati di torneo i seguenti:
- 2006: 1º nel Reykjavík Open e nell'open di Dubai
- 2007: 1º al "Ruy Lopez Festival" di Zafra in Spagna, con 6½/7 e una prestazione Elo di 3021 punti[1];
= 2º al torneo B di Wijk aan Zee;
= 1º alla Politiken Cup si Stoccolma
- 2022: 2º, imbattuto con 8½/11, per spareggio tecnico alle spalle di Matthias Bluebaum nel Campionato europeo individuale.[2]

Ha raggiunto il suo miglior punteggio nella lista FIDE di settembre 2022 con 2711 punti Elo, rientrando nella categoria informale dei Super-GM.